# Spała żywiczarska
Spała żywiczarska – wada drewna z grupy uszkodzeń mechanicznych polegająca na naruszeniu tkanek drzew rosnących, na dużej powierzchni pnia.
  Spała powstaje w wyniku celowego korowania i nacinania pni drzew iglastych (najczęściej sosna zwyczajna) w celu pozyskania z nich żywicy. 
Spała przyczynia się do przeżywiczenia, często do zasinienia drewna otaczającego spałę, a nawet do zgnilizny w przypadku wieloletniego przetrzymywania drzewostanu na pniu po zakończeniu żywicowania. 
Nie dokonuje się pomiaru tej wady, a stwierdza tylko jej obecność. Często, ze względu na podobieństwo traktuje się ją jak zabitkę otwartą.
Pozyskanie żywicy, na skalę przemysłową, metodą okaleczania sosen zakończyło się w Polsce w latach 80. XX wieku. Do dziś (listopad 2006 r.) istnieją pojedyncze drzewa a nawet całe drzewostany, które pozostały po żywicowaniu.

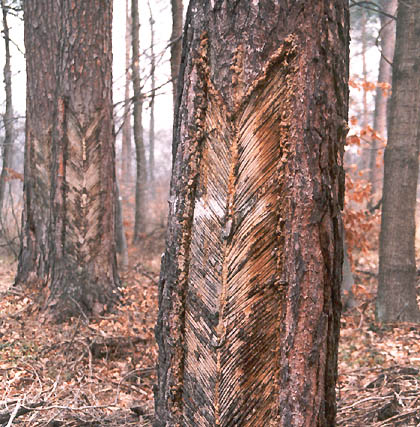
Spała żywiczarska - typowa zabitka otwarta na sośnie zwyczajnej.